# Asakusa Kid (film)
Pour les articles homonymes, voir Asakusa Kid.
Ne doit pas être confondu avec le film de 2021 (en).
Asakusa Kid est un film japonais réalisé par Makoto Shinozaki, sorti en 2002, d'après le livre autobiographique de Takeshi Kitano.

## Distribution
- Suidōbashi Hakase
- Sujitarō Tamabukuro
- Saburō Ishikura
- Kanako Fukaura
- Harumi Inoue
- Keiko Utsumi
- Shirō Tsubuyaki
- Susumu Terajima
- Dankan